# Moustapha Ndiaye
Moustapha Ndiaye (* 24. srpen 1994) je senegalský fotbalový útočník. Je kmenovým hráčem českého klubu FC Slovan Liberec.

## Klubová kariéra
V roce 2012 přestoupil do severočeského Slovanu Liberec. Svůj prvoligový debut v české lize si odbyl 26. srpna 2012 na hřišti Českých Budějovic (BUD-LIB 0:2). V tomto utkání však odehrál pouze jednu minutu. Za Slovan nastoupil ve stejné sezóně celkem k osmi ligovým utkáním. V létě 2013 byl klubem vyslán na hostování do týmu Bohemians 1905 a v roce 2014 do norského FK Bodø/Glimt.
Se Slovanem Liberec slavil v sezóně 2014/15 triumf v českém poháru.